# Most w Opaleniu

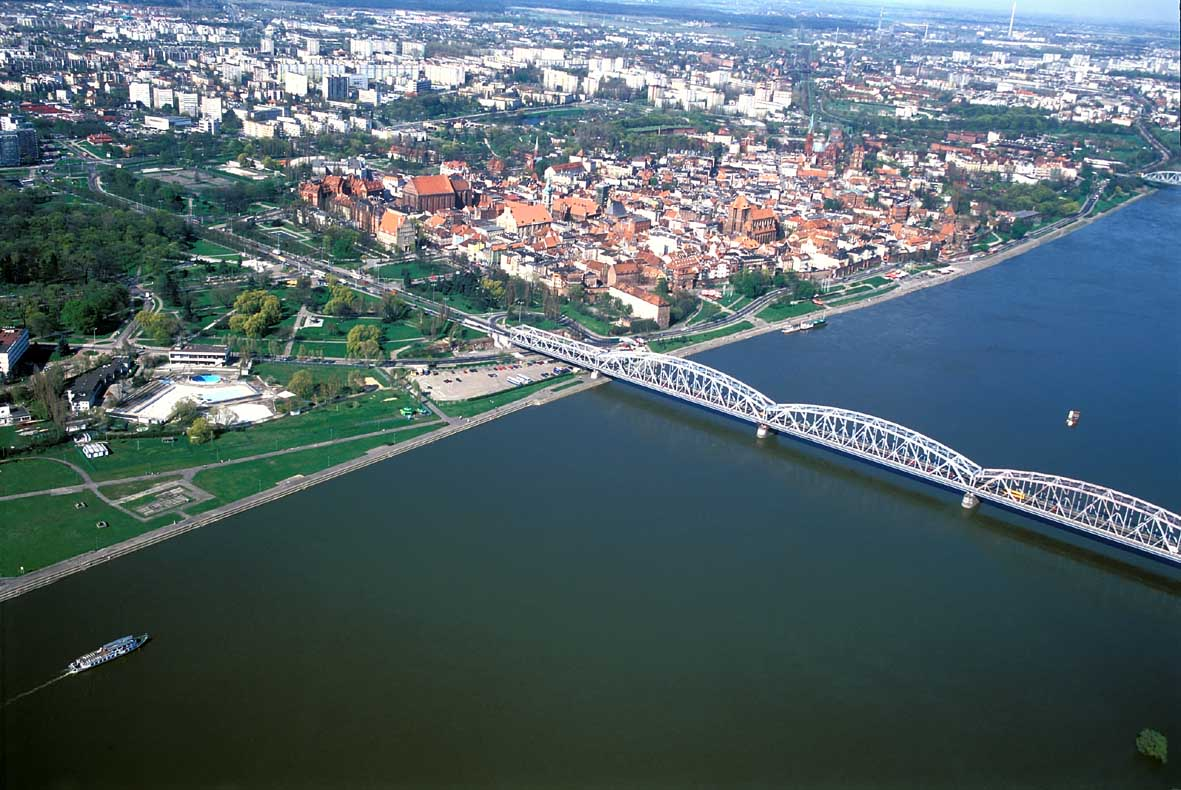
Dzisiejsze wykorzystanie mostu w Toruniu

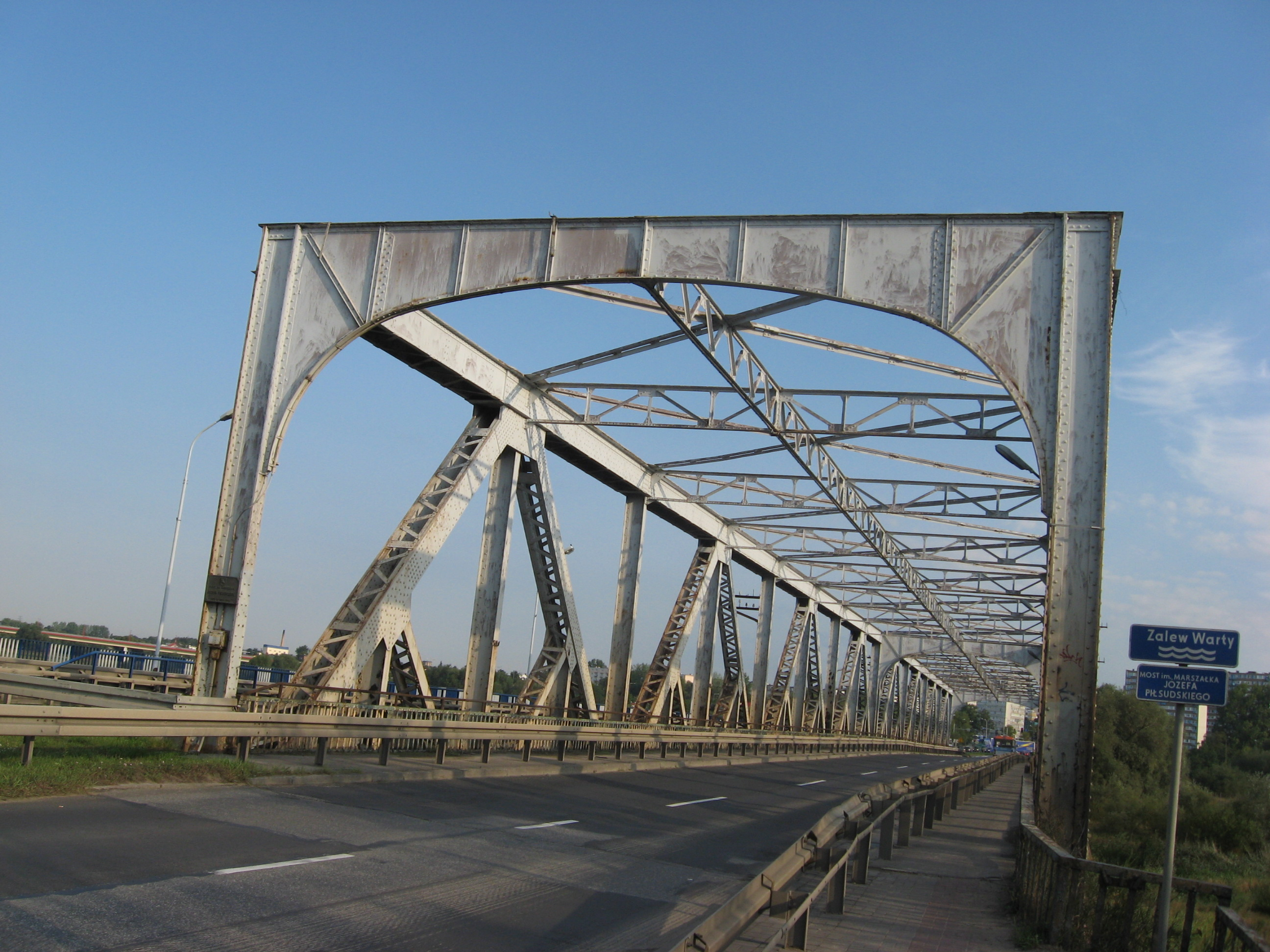
Obecne wykorzystanie mostu w Koninie

Most w Opaleniu – nieistniejący w pierwotnym miejscu most drogowo-kolejowy (o 10 przęsłach), w Opaleniu, na dolnej Wiśle. Został zbudowany przez Niemców w latach 1905–1909, w ciągu trasy strategicznej linii kolejowej (linia kolejowa Myślice – Szlachta), którą Niemcy zamierzali rozbudować do rozmiarów magistrali. Linia ta miała wspierać logistycznie istniejące już połączenie (Berlin – Piła – Chojnice – Tczew – Królewiec) i służyć przede wszystkim do szybkiego przerzutu wojsk i materiału wojennego na wschód.

## Historia
Decyzja o budowie w rejonie Kwidzyna mostu kolejowo-drogowego zapadła wiosną 1904 roku. Był on szóstą przeprawą przez Wisłę w granicach Prus (dla porównania w zaborze rosyjskim, od Sandomierza po granicę pruską, było tylko pięć stałych mostów). Zlecenie na budowę otrzymała firma Hartkorta z Duisburga, która dodatkowo korzystała z usług firm Gutehoffnungshütte z Zagłębia Ruhry oraz Vereinigte Königs- und Laurahütte. Zaplecze budowy wraz z mała elektrownią ulokowano na prawym brzegu rzeki. Prace budowlane rozpoczęto po powodzi wiosennej 1907 roku. Przy budowie mostu zatrudniano od 300 do 700 pracowników, wśród których wybuchła epidemia tyfusu.
Most składał się z dziesięciu stalowych przęseł, opierających się na kamiennych filarach: pięciu o rozpiętości 130 i pięciu o rozpiętości 78 metrów. Większe ważyły ponad półtora tysiąca, zaś mniejsze 770 ton. Na moście ułożono dwa tory kolejowe oraz jezdnię i chodnik. Przeprawa była ufortyfikowana, po obu jej stronach powstały potężne bramy wzorowane na kwidzyńskiej katedrze. Koszt prac wyniósł 9 milionów marek.
Linię kolejową otwarto 1 września 1909 z udziałem ministra robót publicznych. Równocześnie zawieszono funkcjonowanie istniejącego tu od ponad 100 lat promu na Wiśle, który przeniesiono do Chełmna. Do I wojny światowej most służył głównie ruchowi lokalnemu. 
Po wybuchu wojny linia zyskała znaczenie strategiczne i rozpoczęła się jej rozbudowa. Prace przerwano w 1918. Upadek cesarskich Niemiec zniweczył plany pruskiej ekspansji. W 1920 most przecięły granice państwowe. Początkowo podzieliła most na pół, środkiem koryta Wisły. Jednak ostatecznie, 12 sierpnia 1920, Rada Ambasadorów (podejmując decyzję w sprawie przynależności państwowej Powiśla) przekazała most wraz z fundamentami filarów i przyczółków (włącznie z tymi, które znajdują się na prawym brzegu Wisły) w całości Polsce. Umowa o ruchu tranzytowym, zawarta między Polską a Niemcami w kwietniu 1921, nie przewidywała prowadzenia tu kolejowego ruchu tranzytowego. Dlatego most służył tylko lokalnym pieszym, wozom konnym i rzadkim samochodom. Olbrzymi most w Opaleniu (ponad kilometr długości) znalazł się na terenie Polski (w województwie pomorskim), jednak okazał się niepotrzebny, gdyż prowadził w teren odcięty po 800 metrach (po wschodniej stronie Wisły) granicą od reszty Polski.
Z powodu dużych potrzeb inwestycyjnych II Rzeczypospolitej postanowiono go wykorzystać. W Toruniu (który został stolicą ówczesnego województwa pomorskiego) od dawna domagano się drugiej, nowoczesnej przeprawy przez Wisłę. W 1927 zapadła decyzja o przenosinach. Został w latach 1928–1929 zdemontowany i ze względu na wielki kryzys, na nowo wykorzystany dopiero w 1934, w dwóch miejscach:
- w Toruniu jako most drogowy im. Józefa Piłsudskiego – większa część konstrukcji z Opalenia.
- w Koninie jako most drogowy im. Marszałka Józefa Piłsudskiego, na zalewie Warty (kanał Ulgi) – mniejsza część konstrukcji z Opalenia.

Przeniesiono oczywiście tylko konstrukcje żelazne, a filary w obu nowych lokalizacjach wybudowano ponownie.
Podczas II wojny światowej most został przez Niemców prowizorycznie odbudowany (drewniana konstrukcja). Z 15 na 16 lutego 1946 w efekcie nadmiernego spływu kry Wisłą most w Opaleniu uległ zerwaniu i spłynął. Po wojnie przewozy pasażerskie odbywały się jeszcze do połowy lat 50. na trasie (Smętowo Graniczne – Opalenie). Doktryna militarna ZSRR przewidywała, w przypadku konfliktu z NATO, w miejscu starego mostu przerzucenie mostu składanego.
W latach 2010–2013 powstało nowe drogowe połączenie mostowe w okolicach Opalenia (przeprawa drogowa w ciągu drogi krajowej DK90).

## Wymiary mostu
- długość 1058 m
- wysokość mostu nad taflą rzeki 25,6 m